# راویل خابوتدینوف
راویل خابوتدینوف (روسی: Равиль Незамович Хабутдинов؛ ۱۵ دسامبر ۱۹۲۸ – ۱ نوامبر ۱۹۹۷) وزنه‌بردار اهل روسیه بود.
وی در مسابقات کشوری و بین‌المللی در مجموع برندهٔ ۱ مدال طلا، ۲ مدال نقره شده‌است.